# Aux Belles Poules

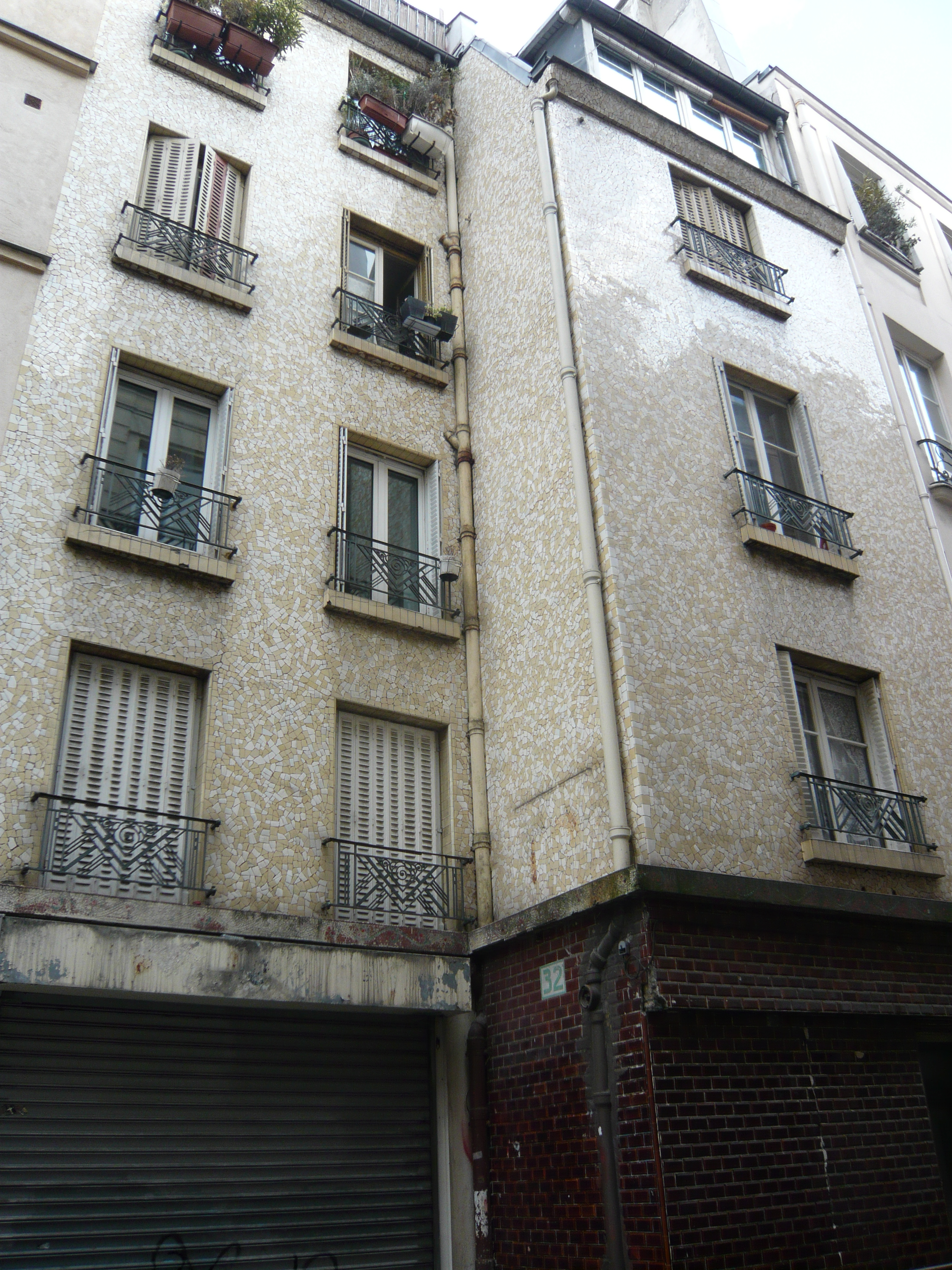
budova v současnosti

Aux Belles Poules (česky U krásných slepic) byl nevěstinec v Paříži. Nacházel se v ulici Rue Blondel č. 32-34 ve 2. obvodu. Tento nevěstinec velmi často navštěvoval spisovatel Henry Miller. Nevěstinec byl uzavřen v důsledku zákazu veřejných domů ve Francii v roce 1946.